# Ochranné pásmo zařízení elektrizační soustavy

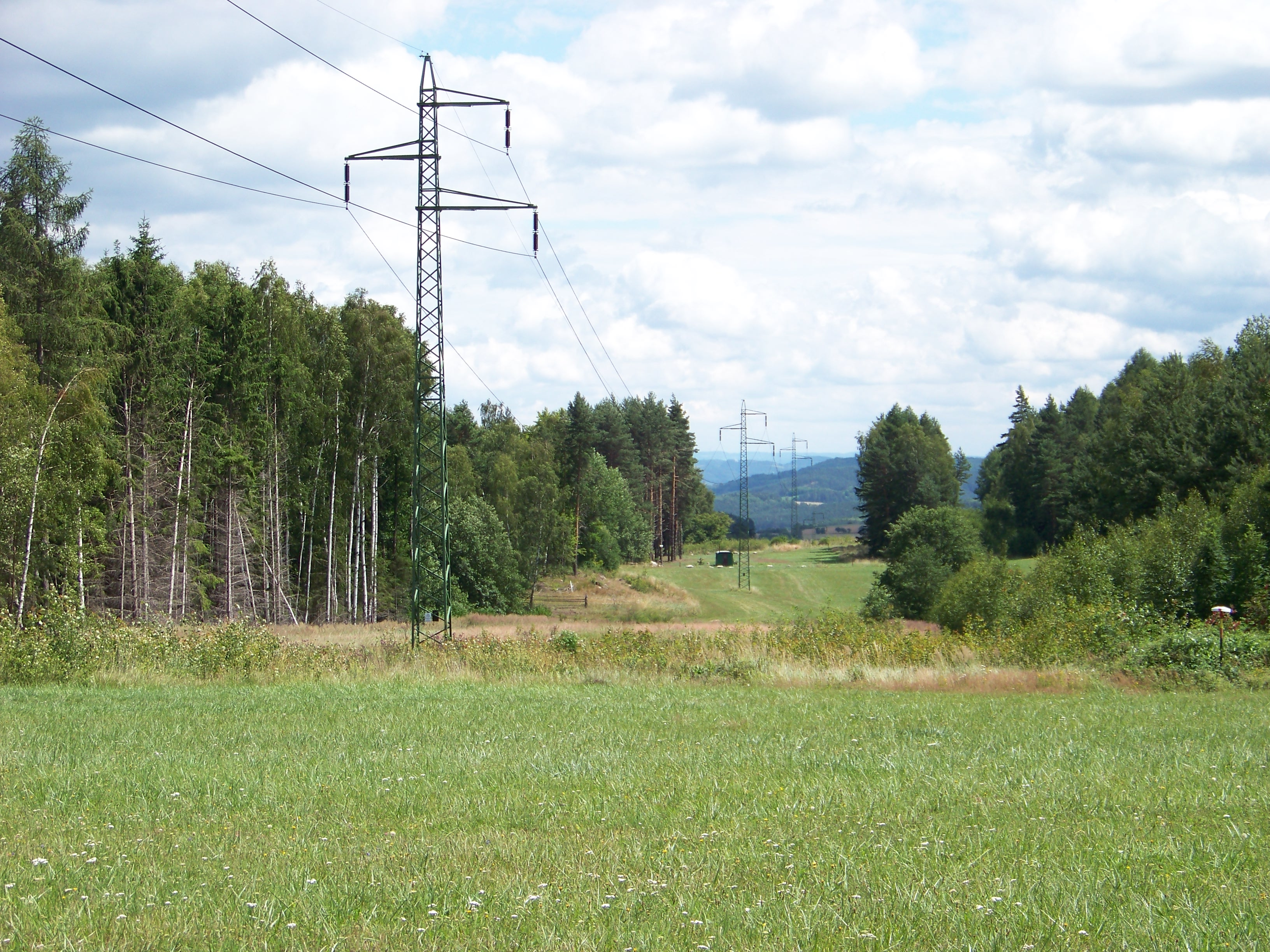
Elektrické vedení v průseku na Příbramsku

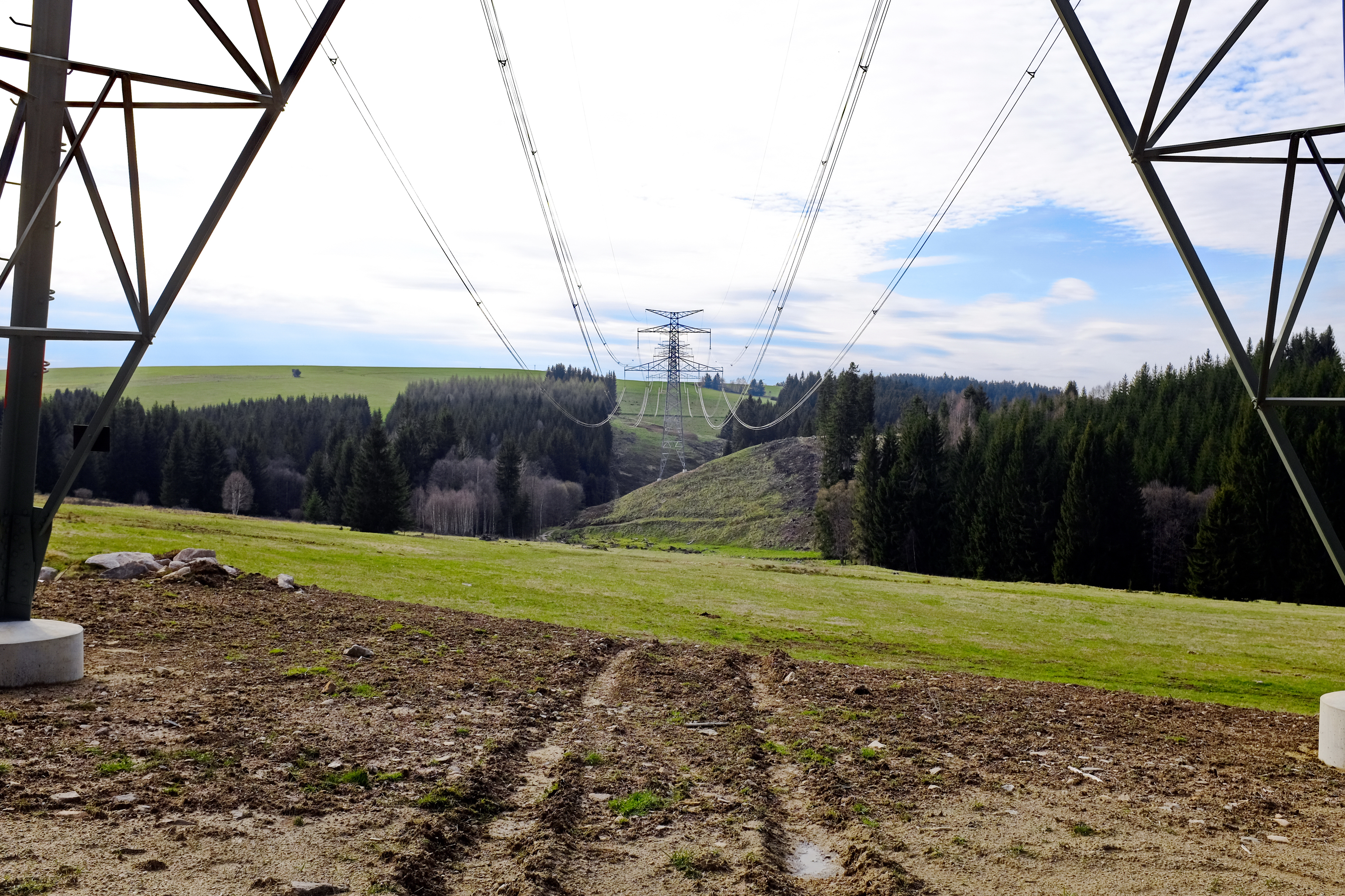
Elektrické vedení ve Slavkovském lese

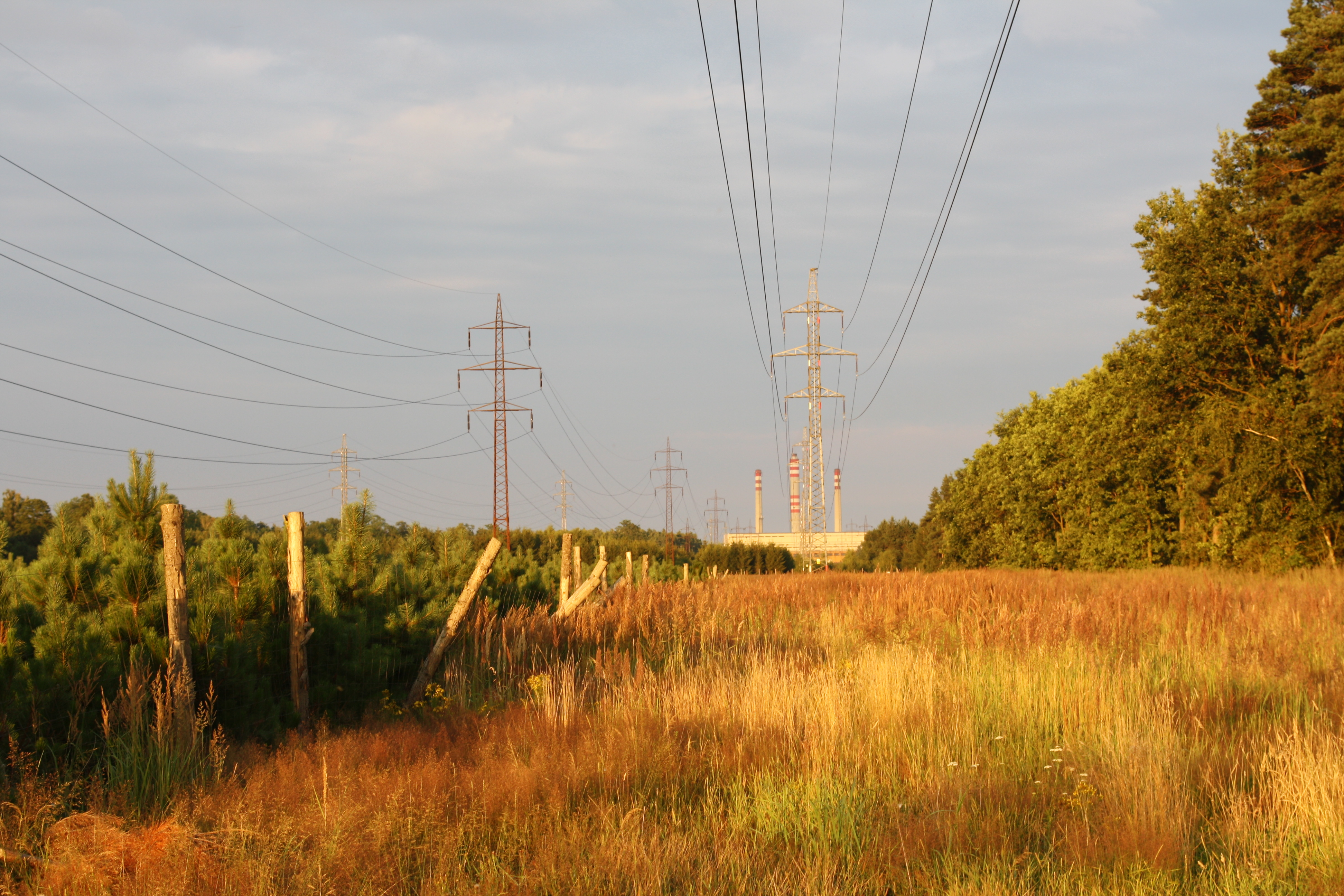
Elektrické vedení u elektrárny Opatovice nad Labem na Pardubicku

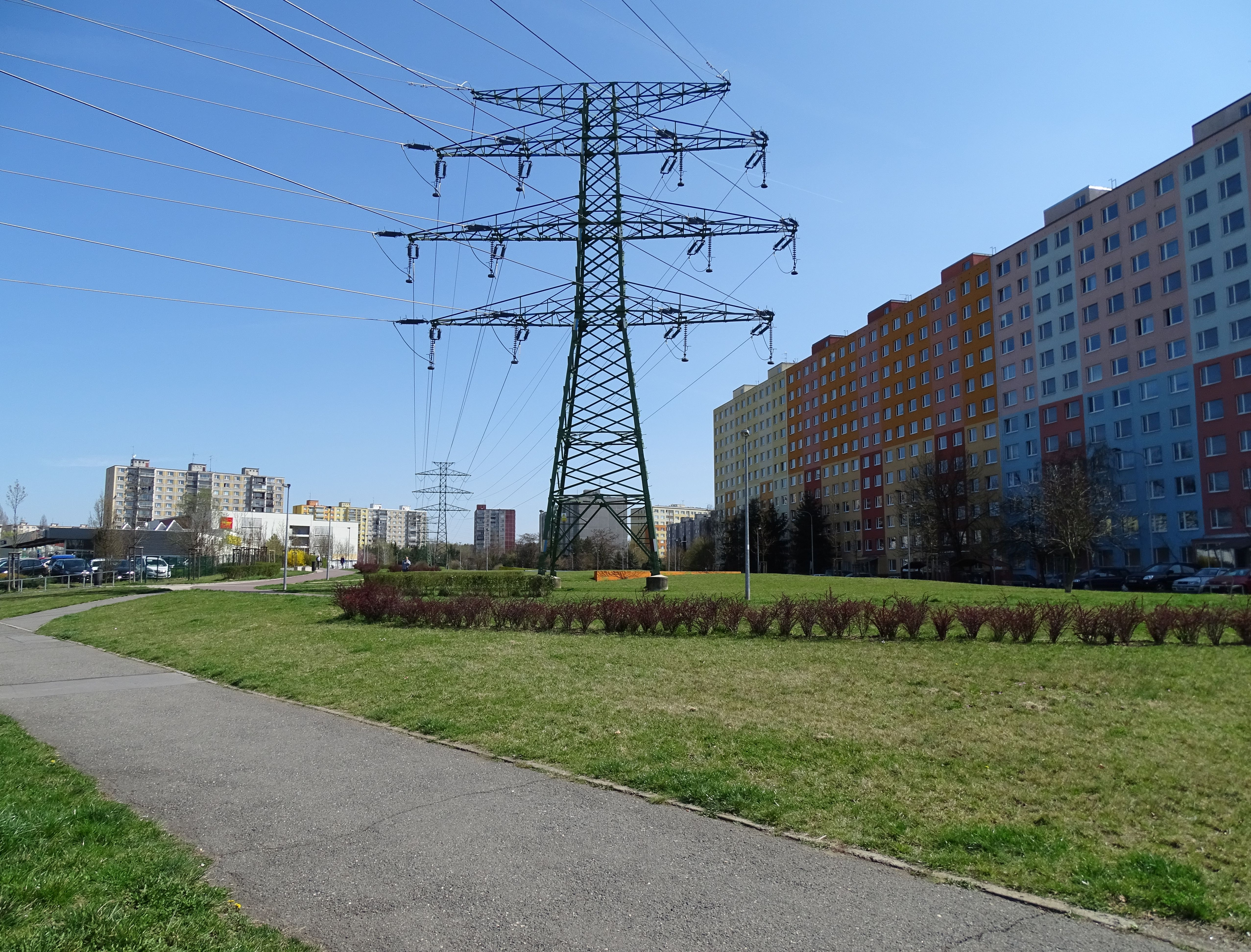
Elektrické vedení na sídlišti v Praze-Modřanech

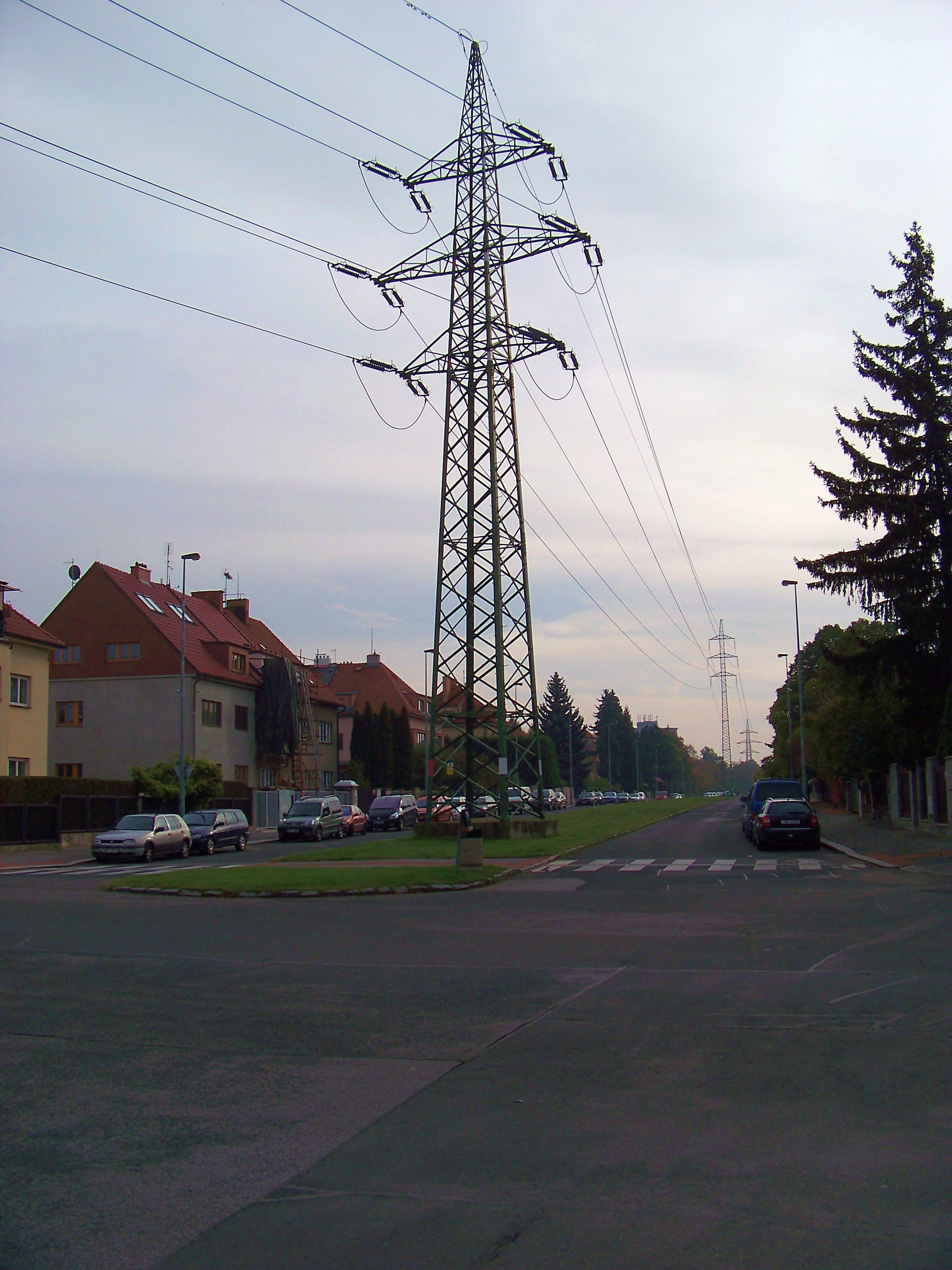
Elektrické vedení v Praze-Břevnově poblíž obory Hvězda

Ochranné pásmo zařízení elektrizační soustavy je ochranné pásmo elektrického vedení, výrobny elektřiny, elektrické stanice nebo jiného podobného zařízení. 

## Česká republika

### Vymezení
V České republice stanoví ochranná pásma elektrizační soustavy energetický zákon č. 458/2000 Sb. v § 46. Ten rozlišuje tyto typy ochranných pásem: 
- ochranné pásmo nadzemního vedení
- ochranné pásmo podzemního vedení
- ochranné pásmo elektrické stanice
- ochranné pásmo výrobny elektřiny
- ochranné pásmo vedení měřicí, ochranné, řídicí, zabezpečovací, informační nebo telekomunikační techniky

Ochranné pásmo nadzemního vedení je souvislý prostor vymezený svislými rovinami vedenými po obou stranách vedení ve stanovené vodorovné vzdálenosti měřené kolmo na vedení na obě jeho strany vždy od krajního vodiče. 
- napětí nad 400 kV: 30 metrů
- napětí nad 220 kV do 400 kV včetně: 20 metrů
- napětí nad 110 kV do 220 kV včetně: 15 metrů
- napětí nad 35 kV do 110 kV včetně: 12 metrů (pro vodiče se základní izolací 5 metrů, pro závěsné kabelové vedení 110 kV 2 metry)
- napětí nad 1 kV a do 35 kV včetně: 7 metrů (pro vodiče se základní izolací 2 metry, pro závěsná kabelová vedení 1 metr)
- zařízení vlastní telekomunikační sítě držitele licence: 1 metr

V lesních průsecích udržuje provozovatel přenosové nebo distribuční soustavy na vlastní náklad volný pruh pozemků o šířce 4 m po jedné straně základů podpěrných bodů nadzemního vedení, pokud je takový volný pruh třeba; vlastníci či uživatelé dotčených nemovitostí jsou povinni jim tuto činnost umožnit. Tato povinnost se nevztahuje na vodiče do 35 kV se základní izolací, na závěsná kabelová vedení a na zařízení telekomunikační sítě. 
Ochranné pásmo podzemního vedení elektrizační soustavy činí po obou stranách krajního kabelu:  
- pro napětí nad 110 kV: 3 metry
- pro napětí do 110 kV včetně a vedení řídicí a zabezpečovací techniky: 1 metr

Ochranné pásmo elektrické stanice je vymezeno svislými rovinami vedenými ve stanovené vodorovné vzdálenosti ve stanovené vzdálenosti vně oplocení nebo, není-li stanice oplocena, od vnějšího líce obvodové zdi nebo vnější hrany půdorysu stanice nebo vnějšího pláště stanice
- u venkovních elektrických stanic a dále stanic s napětím větším než 52 kV v budovách: 20 metrů
- u stožárových elektrických stanic a věžových stanic s venkovním přívodem s převodem napětí z úrovně nad 1 kV a menší než 52 kV na úroveň nízkého napětí: 7 metrů
- u kompaktních a zděných elektrických stanic s převodem napětí z úrovně nad 1 kV a menší než 52 kV na úroveň nízkého napětí: 2 metry
- u vestavěných elektrických stanic: 1 metr vně od obestavění

Ochranné pásmo výrobny elektřiny je vymezeno svislými rovinami vedenými ve stanovené vodorovné vzdálenosti ve stanovené vzdálenosti vně oplocení nebo, není-li stanice oplocena, od vnějšího líce obvodové zdi nebo od obalové křivky vedené vnějšími líci krajních komponentů
- u výrobny připojené k přenosové nebo distribuční soustavě s napětím nad 52 kV: 20 metrů
- u výrobny připojené k distribuční soustavě s napětím nad 1 kV do 52 kV včetně: 7 metrů
- u výrobny s instalovaným výkonem nad 10 kW a připojené k distribuční soustavě s napětím do 1 kV včetně: 1 metr
- u výrobny s instalovaným výkonem do 10 kW včetně připojené k distribuční soustavě s napětím do 1 kV včetně se ochranné pásmo nezřizuje.

Pro větrné elektrárny stanoví zákon minimální vzdálenost konce listu rotoru větrné elektrárny od nejbližšího vodiče nadzemního vedení o napětí vyšším než 52 kV. Pokud na vedení je realizováno opatření proti kmitání vodičů, pak je tato vzdálenost rovna průměru rotoru nebo výšce větrné elektrárny, jinak tato vzdálenost je rovna trojnásobku průměru rotoru. Nejmenší vzdálenost konce listu rotoru větrné elektrárny od oplocení elektrické stanice o napětí nad 52 kV je rovna výšce větrné elektrárny. 

### Regulace
V těchto ochranných pásmech je zakázáno: 
- zřizovat bez souhlasu vlastníka těchto zařízení stavby, umisťovat konstrukce a jiná podobná zařízení,
- uskladňovat bez souhlasu vlastníka těchto zařízení hořlavé a výbušné látky,
- provádět bez souhlasu jeho vlastníka zemní práce,
- provádět činnosti, které by mohly ohrozit spolehlivost a bezpečnost provozu těchto zařízení nebo ohrozit život, zdraví či majetek osob,
- provádět činnosti, které by znemožňovaly nebo podstatně znesnadňovaly přístup k těmto zařízením.
- v ochranném pásmu nadzemního vedení je zakázáno vysazovat chmelnice a nechávat růst porosty nad výšku 3 m
- v ochranném pásmu podzemního vedení je zakázáno vysazovat trvalé porosty
- podzemní vedení bez ochranných prvků je zakázáno přejíždět mechanizmy o celkové hmotnosti nad 6 t.

V uděleném souhlasu vlastník příslušné části elektrizační soustavy stanoví podmínky udělení, resp. podmínky pro realizaci. Souhlas udělí, pokud to technické a bezpečnostní podmínky umožňují a nedojde-li k ohrožení života, zdraví, bezpečnosti nebo majetku osob. K souhlasu s realizací veřejně prospěšné stavby musí být prokázána nezbytnost jejího umístění v ochranném pásmu. 
Povinnost zdržet se jednání, kterým by mohl poškodit elektrizační soustavu nebo omezit nebo ohrozit její bezpečný a spolehlivý provoz a veškeré činnosti musí být prováděny činnosti tak, aby nedošlo k poškození energetických zařízení, má každý v ochranném pásmu i mimo ně.
Kdo zřizuje zařízení napájená stejnosměrným proudem v bezprostřední blízkosti ochranného pásma s možností vzniku bludných proudů poškozujících podzemní vedení, je povinen tyto skutečnosti oznámit provozovateli přenosové nebo distribuční soustavy a provést opatření k jejich omezení.

## Československo
Do roku 1994 upravoval v Československu a České republice ochranná pásma § 30 elektrisačního zákona (zákona o výrobě, rozvodu a spotřebě elektřiny) 79/1957 Sb a druhý oddíl (§ 5 - § 17) prováděcího vládního nařízení č. 80/1957 Sb.

### Vymezení
Ochranná pásma pro elektrická vedení byla stanovena svislými rovinami ve stanovené vzdálenosti od krajního vodiče na každou stranu:
- pro venkovní vedení velmi vysokého napětí: 
  - napětí nad 220 kV do 380 kV včetně: 25 metrů
  - napětí nad 110 kV do 220 kV včetně: 20 metrů
  - napětí od 60 kV do 110 kV včetně: 15 metrů
- pro venkovní vedení vysokého napětí: 10 metrů
- venkovní vedení nízkého napětí se nechránilo ochrannými pásmy; ochrana jejich plynulého provozu a bezpečnosti osob a majetku byla upravena státními technickými normami.
- pro kabelová vedení všech druhů napětí (včetně vedení ovládacích, signálních a sdělovacích): 1 metr. Vyžaduje-li to bezpečný a plynulý provoz vedení nebo technická a hospodářská účelnost, mohly být v jednotlivých případech stanoveny vzdálenosti hranice ochranného pásma od krajních vodičů (kabelů) na obě strany nestejně, pokud se přitom nepřekročí celková šířka ochranného pásma.

Ochranné pásmo stanic bylo vymezeno svislými rovinami vedenými ve vodorovné vzdálenosti 30 m kolmo na oplocenou nebo obezděnou hranici objektu stanice.

### Regulace
Vlastníci a uživatelé nemovitostí v ochranném pásmu byli povinni je udržovat ve stavu, který by neohrožoval energetické dílo a plynulost a bezpečnost jeho provozu; byli také povinni zdržet se všeho, co by mohlo takové ohrožení způsobit. V lesních průsecích byli povinni k zajištění přístupu a příjezdu k vedení udržovat volný pruh pozemků, tzv. bezlesí, o šířce 4 m po jedné straně základů podpěrných bodů (stožárů).
V ochranných pásmech venkovních vedení vysokého a velmi vysokého napětí bylo zakázáno: 
- zřizovat stavby nebo přestavby budov a konstrukcí nebo umisťovat jiná podobná zařízení (např. stožáry, věže, antény, jeřáby, lešení),
- uskladňovat lehce hořlavé nebo výbušné látky (např. pohonné hmoty, seno, slámu, rákosí),
- vysazovat chmelnice a nechávat stromy nebo keře (porosty) růst nad výšku 3 metrů
- provádět jiné činnosti, které by mohly ohrozit venkovní vedení a plynulost a bezpečnost jeho provozu nebo při kterých by mohla být ohrožena bezpečnost života nebo majetku (např. odkopy zemin, kterými by byla narušena stabilita opěrných bodů, navršování předmětů nebo zemin a jiného materiálu do nebezpečné výše, střelbu a práce s hořlavinami a výbušninami, stříkání a postřiky, tělovýchovné, sportovní a jiné hry a cvičení, průjezdy vozidel a zařízení nebezpečně vysokých).

V lesních průsecích bylo dovoleno pěstovat mimo volný pruh pozemku (bezlesí) porosty do výšky 3 metrů; v části ochranného pásma vzdálené nejméně pět metrů kolmo od svislé roviny krajního vodiče bylo dovoleno pěstovat porosty do takové výše, aby se při pádu nemohly dotknout vodičů vedení. V žádném případě se však nesměly větve a vrcholky i jednotlivých stromů nebo keřů v ochranném pásmu přiblížit k vodičům vedení i při oboustranném vychýlení na vzdálenost menší než stanovily státní technické normy.
V ochranných pásmech kabelových vedení bylo zakázáno: 
- zřizovat stavby, umisťovat jiná podobná zařízení nebo skládky a provádět jiné činnosti, které by znemožňovaly nebo podstatně znesnadňovaly přístup ke kabelovému vedení nebo které by mohly ohrozit kabelové vedení a plynulost a bezpečnost jeho provozu (např. prosakováním působit korozivně na kabely),
- provádět bez souhlasu provozovatele vedení zemní práce, které by mohly ohrozit kabelové vedení a plynulost a bezpečnost jeho provozu (např. výkopy, odklizování nebo navršování zemin, sondy).

V ochranných pásmech stanic nebyly dovoleny činnosti, které by mohly ohrozit stanici a plynulost a bezpečnost jejího provozu (např. práce s hořlavinami a výbušninami, uskladňování takových látek).
Ministerstvo energetiky mohlo v případě potřeby stanovit v dohodě se zúčastněnými ústředními úřady a orgány rozsah ochranných pásem také pro výrobny elektřiny, zejména pro jaderné elektrárny, stanovit povinnou úpravu těchto pásem a druhy činností, které jsou v nich nebo v jejich blízkosti omezeny nebo zakázány.
Řada obdobných omezení činností, které by mohly vedení ohrozit, platila také v blízkosti ochranných pásem.